# Depot von Velké Koloděje
Das Depot von Velké Koloděje (auch Hortfund von Velké Koloděje) ist ein Depotfund der frühbronzezeitlichen Aunjetitzer Kultur aus Velké Koloděje, einem Ortsteil von Sezemice nad Loučnou im Pardubický kraj, Tschechien. Es datiert in die Zeit zwischen 2000 und 1800 v. Chr. Der erhaltene Rest des Depots befindet sich heute im Museum von Pardubice.

## Fundgeschichte
Das Depot wurde erstmals 1939 erwähnt. Es wurde beim Ausgraben von Baumstümpfen entdeckt. Das Datum des Funds und die genaue Fundstelle sind unbekannt.

## Zusammensetzung
Das Depot bestand ursprünglich wohl aus sieben Ösenhalsringen. Von diesen ist nur noch einer erhalten. Er ist wohl aus Kupfer und nicht aus Bronze gefertigt. Er ist aus einem Stab mit kreisrundem Querschnitt hergestellt. Die Enden verjüngen sich und sind abgebrochen.